# Matthias Krizek
Matthias Krizek (* 29. September 1988 in Wien) ist ein ehemaliger österreichischer Radrennfahrer.
Krizek wurde 2011 österreichischer Staatsmeister im Straßenrennen und gewann 2012 mit einer Etappe des Giro Ciclistico d’Italia sein erstes Rennen des internationalen Kalenders. In den Jahren 2013 und 2014 fuhr er für das UCI ProTeam Cannondale, für das er mit der Vuelta a España 2014 seine einzige Grand Tour bestritt, die er als 125. beendete. Er wurde als kämpferischster Fahrer auf der 12. Etappe der ausgezeichnet. 2017 gewann er eine Etappe der Flèche du Sud. Sein bis dahin wichtigster Erfolg war der Gesamtsieg der Rhône-Alpes Isère Tour 2019.
Nach seinem Karriereende 2020 begann er im vom ehemaligen Radprofi René Haselbacher geleiteten Unternehmen RH77 zu arbeiten.

## Erfolge
2011
- Österreichischer Staatsmeister – Straße

2012
- eine Etappe Giro Ciclistico d’Italia
- Österreichische Staatsmeisterschaft – Straße

2017
- eine Etappe Flèche du Sud

2018
- Bergwertung Paris-Arras Tour

2019
- Sprintwertung Tour of the Alps
- Gesamtwertung und Bergwertung Rhône-Alpes Isère Tour

## Teams
- 2008 Tyrol-Team Radland Tirol
- 2009–2010 Tyrol Team
- 2013–2014 Cannondale
- 2015 Team Felbermayr Simplon Wels
- 2016 Team Roth
- 2017 Tirol Cycling Team
- 2018 Team Felbermayr Simplon Wels
- 2019 Team Felbermayr Simplon Wels
- 2020 Team Felbermayr Simplon Wels